# Metareva aenescens
Metareva aenescens là một loài bướm đêm thuộc phân họ Arctiinae, họ Erebidae.